# 1915 год в науке
В 1915 году были различные научные и технологические события, некоторые из которых представлены ниже.

## Достижения человечества

### Открытия
- Эйнштейн получил конечную форму своих уравнений Общей теории относительности.

## Награды
- Нобелевская премия
  - Физика — Уильям Генри Брэгг, Уильям Лоренс Брэгг — «За заслуги в исследовании кристаллов с помощью рентгеновских лучей».
  - Химия — Рихард Мартин Вильштеттер — «За исследования красящих веществ растительного мира, особенно хлорофилла».
  - Физиология и медицина — премия не присуждалась.

- Ломоносовская премия[1]:53-108
  - А. В. Михайлов за исследование древнеславянских источников[2].

- Медаль Левенгука
  - Дэвид Брюс (Великобритания)

## Родились
- 11 февраля — Ричард Уэсли Хэмминг, американский математик.
- 5 марта — Лоран-Моиз Шварц, французский математик.
- 6 марта — Кунихико Кодайра, японский математик.
- 15 июня — Томас Хакл Уэллер, американский врач-вирусолог.
- 24 июня — Фред Хойл, британский астроном.
- 28 июля — Чарлз Хард Таунс, американский физик. Нобелевский лауреат (1964).
- 26 октября — Лу Цзяси, китайский химик.
- 30 ноября — Генри Таубе, американский химик.

## Скончались
- 13 мая — Морган Крофтон, ирландский математик.
- 22 июля — Сэндфорд Флеминг инженер, создавший железнодорожную сеть Канады.
- 11 октября — Жан Анри Фабр, французский энтомолог и писатель.
- 15 октября — Теодор Бовери, немецкий биолог.
- 19 декабря — Алоис Альцгеймер, немецкий психиатр и невролог.